# Petra Joy
Petra Joy (* 1964 in Kempten) ist eine  deutsche Regisseurin, Filmemacherin, Filmverkäuferin, Autorin und Fotografin. Wie Candida Royalle, Annie Sprinkle, Maria Beatty  ist Joy eine der Film-Pionierinnen der sexpositiven Frauenbewegung. Sie beschreibt ihr Genre als „art-core“, eine Form von Pornographie, bei der aus der „weiblichen Sicht“ gedreht wird, und bei der die Lust der Frau an sinnlichen, kreativen erotischen Spielen im Vordergrund steht. Joys wiederkehrende Themen sind Männer als sexuelle Objekte, weibliche Fantasien und männliche Bisexualität.

## Werdegang
Petra Joy hat in Köln Filmgeschichte, Politik und Anglistik studiert. 1990 schrieb sie ihre Magisterarbeit über die Darstellung weiblicher Sexualität im Nazifilm. Nach dem Studienabschluss zog sie nach England, wo sie 10 Jahre lang als freiberufliche Produzentin und Regisseurin für das deutsche Fernsehen arbeitete. Joy hat mehr als 70 Dokumentarfilme für internationale Fernsehkanäle gedreht, z. B. für Channel 4, National Geographic und den WDR. Seit 1990 befasst sie sich mit dem Schwerpunkt Lifestyle und Sexualität. Sie produzierte auch Beiträge für das TV-Magazin „Liebe Sünde“ (Vox/Pro7).
2003 gründete Joy die Foto- und Videoproduktionsfirma „Strawberry Seductress“, die erotisches Material für Frauen und Paare produziert. Ihr erster Film, den sie auch selbst produzierte und bei dem sie die Kamera übernahm, war Sexual Sushi im Jahr 2004. 2006 veröffentlichte HarperCollins Joys Buch How to Make Your Own Adult Video: The Couple’s Guide to Making Sensual Home Movies. Es folgten Female Fantasies, Feeling it, not faking it! und 2009 The Petra Joy Award, ein internationaler erotischer Filmwettbewerb für Debüt-Regisseurinnen. Petra Joy veranstaltet Porno-Workshops für Frauen und nimmt an Podiumsdiskussionen in ganz Europa teil. 2008 brachte sie die Frauenporno-Compilation Her Porn heraus und drehte den autobiografischen Dokumentarfilm The Joy of Porn: My Life as a Feminist Pornographer. Nach vierzehn Jahren in der Erotik-Filmbranche hat sich Petra Joy eigenen Aussagen zufolge ab 2017 aus dem aktiven Filmgeschäft zurückgezogen. Sie steht anderen Filmemacherinnen als Beraterin zur Seite und engagiert sich in der Tier- und Klimaschutzbewegung.
Sie lebt in Brighton, England.

## Erotik-Produktion
2004 begann Petra Joy erotische Filme zu drehen, mit dem Ziel einer Darstellung weiblicher Sexualität, wie sie in der Mainstream-Pornographie unüblich war. Petra Joy arbeitet ausschließlich mit Amateuren, mit dem Ziel, echte Gefühle im Film zu erfassen. Sie zeigt nur Safer Sex und dreht keine Szenen, in denen Frauen erniedrigt werden. Im Gegensatz zu Mainstreampornos, die sich oft mit Großaufnahmen der Genitalien befassen, konzentriert sich Joy auf die Gesichter der Darsteller. Die Themen Joys pornografischer Filme sind authentische Sexszenen, Männer als Objekte, kunstvolle Kostüme und Tabuthemen, z. B. Szenen, in denen Frauen Männer mit Strap-ons penetrieren. Über ihren ersten erotischen Film, Sexual Sushi, schrieb ein Rezensent auf der Website des Fetischclubs Vinylla in Brighton, sie habe damit ein „Gegengift zum Porno-Junk-Food“ geschaffen.
2009 kuratierte und produzierte Joy die erste Folge der Compilation Her Porn mit dem Ziel, verschiedene erotische Frauensichtweisen zu zeigen. Her Porn 2 erschien 2010 im Handel.
Petra Joys Filme wurden gezeigt auf dem Cinekink-Filmfest in New York, auf dem Pornfilmfestival in Berlin und beim British Film Institute. Im Jahr 2016 gründete sie mit cinemajoy.com eine Vertriebsplattform für ihre Filme und die von Regisseurinnen und Regisseuren, die ihr persönlich gefallen.

### The Petra Joy Award
Petra Joy rief im Oktober 2009 den The Petra Joy Award aus, um Debüt-Regisseurinnen zu fördern und das Genre „Porno aus weiblicher Perspektive“ zu stärken. Der Wettbewerb mit dem Thema „Was findest du erotisch?“ wurde von der Gleitmittelfirma pjur gefördert. Anmeldungen kamen aus Australien, den Niederlanden, England, Österreich und Spanien. Die prämierten Filme erhielten ihre Erstaufführung im Movimento-Kino in Berlin beim Pornfilmfestival. Neben Geldpreisen wurde die Aufnahme in Joys Anthologie Her Porn 1 angeboten. Der zweite Petra Joy Award wurde 2012 verliehen. Die ausgezeichneten Filme wurden in die Anthologie Her Porn 4 aufgenommen.

### Preisträgerinnen 2009
- Erster Preis: Louise Lush, That’s What I Like[10]
- Zweiter Preis: Lola Clavo, La Lucha
- Dritter Preis: Linsey Satterthwaite, I Like It When
- Spezielle Jury-Preise: Cora Emens, Cora’s Memoirs—The Rose

## Auszeichnungen
- 2004: Photographer of the Year, Erotic Awards, London[11]
- 2007: Most Erotic Film (Mejor Película Soft) für Female Fantasies, FICEB Award, Barcelona
- 2008: Best Soft Film und Best Lighting für Sensual Seduction, UKAFTA, London
- 2008: Pioneering Achievements in Adult Films for Women, eLine Award, Berlin[12]
- 2008: Best Bi Scene, Female Fantasies, Feminist Porn Award, Toronto[13]
- 2009: Achievement Award, Poryes, Berlin[14]

## Filmografie

### Als Regisseurin und Produzentin
- 2004: Sexual Sushi
- 2006: Female Fantasies
- 2008: Feeling it, not faking it!
- 2009: The Joy of Porn: My Life as Feminist Pornographer (Dokumentarfilm)
- 2011: The Female Voyeur
- 2012: A Taste of Joy
- 2014: (S)he Comes
- 2016: Come Together

### Als Kuratorin und Produzentin
- 2008–2015: Her Porn, Volume 1-6 (International Feminist Porn Compilation)

### Als Filmhändlerin
- 2009: Dirty Diaries (Swedish Feminist Porn Compilation)
- 2009: Free Love, Regie: Marianna Beck

## Publikationen
- Make Your Own Adult Video: The Couple's Guide to Making Sensual Home Movies. Collins, London 2007, ISBN 978-0-007-24853-7 (online).
- Die Pornografin. Heyne Verlag, München 2012, ISBN 978-3-453-63008-6.